# Cuda świata
Nazwa Siedem Cudów Świata odnosi się generalnie do każdej liczby najbardziej popularnych miejsc turystycznych. Najstarszą taką listą i najbardziej sławną jest Lista siedmiu cudów starożytnego świata. Był to swoistego rodzaju turystyczny przewodnik dla podróżników starożytności, którzy chcieli zobaczyć najbardziej sławne i znane miejsca.
W tradycji Siedmiu Cudów Starożytnego Świata wiele innych list zostało zaproponowanych, zawierając zarówno ludzkie twory inżynierii, jak i cuda natury. Jednak te listy są raczej informacyjne, i nie istnieje konsensus nad jakąkolwiek z tych list.

## Siedem Cudów Średniowiecznego Świata
Siedem cudów średniowiecznego świata jest listą, dla której nie ma jednomyślnej opinii co do jej zawartości lub nazwy. Ta lista jest postrzegana bardziej poprzez typ pierwowzoru niż specyficzną listę. Podobne nazwy zawierają „cudy średniowiecza” (nie ograniczające się do specyficznego ograniczenia do liczby siedem) i „siedem cudów średniowiecza” lub „średniowiecznego umysłu”. Nazywano je także „architektonicznymi cudami średniowiecza”.
Jest nieprawdopodobne, że lista ta powstała w średniowieczu. Brewer’s nazywa ją „późniejszą listą”. Słowo średniowiecze zostało wymyślone przez autorów ery odrodzenia i koncepcja „średnich wieków” nie powstała aż do XV stulecia i początku działalności humanistów. Romantyzm w XIX stuleciu gloryfikował wszystkie rzeczy powiązane ze średniowieczem, lub dokładniej wszystko, co działo się przed erą oświecenia.
Najczęściej wymieniani reprezentanci cudów średniowiecza to:
- Stonehenge
- Koloseum
- Katakumby Kaum asz-Szukafa w Aleksandrii
- Wielki Mur Chiński
- Porcelanowa Wieża w Nankinie
- Hagia Sophia
- Krzywa Wieża w Pizie

Inne miejsca, które zostały wymienione to:
- Groty Dziesięciu Tysięcy Buddów
- Wielkie Zimbabwe
- Angkor Wat
- Krak des Chevaliers
- Katedra w Salisbury
- Alhambra
- Tenochtitlán
- Cytadela Kairska[6]
- Katedra w Ely[7]
- Tadź Mahal[8]
- Opactwo św. Piotra i Pawła w Cluny[9]

### Cuda współczesnego świata
American Society of Civil Engineers skompletowało następną listę cudów współczesnego świata:
| Cud                         | Data rozpoczęcia | Data końcowa    | Lokalizacje                                    |
| --------------------------- | ---------------- | --------------- | ---------------------------------------------- |
| Tunel pod kanałem La Manche | 1 grudnia 1987   | 6 maja 1994     | Cieśnina Kaletańska, Europa                    |
| Wieża CN                    | 6 lutego 1973    | 26 czerwca 1976 | Toronto, Ontario, Kanada                       |
| Empire State Building       | 22 stycznia 1930 | 1 maja 1931     | Nowy Jork, Nowy Jork (stan), Stany Zjednoczone |
| Most Golden Gate            | 5 stycznia 1933  | 27 maja 1937    | Na północ od San Francisco, Kalifornia, USA    |
| Tama Itaipu                 | styczeń 1970     | 5 maja 1984     | Parana (rzeka), Ameryka Południowa             |
| Plan Delta                  | 1953             | 10 maja 1997    | Holandia, Europa                               |
| Kanał Panamski              | 1 stycznia 1880  | 7 stycznia 1914 | Przesmyk Panamski, Ameryka Środkowa            |

### Cuda turystycznych podróży
Następująca lista Siedmiu Turystycznych Cudów Świata (nie zawiera miejsc pielgrzymek np. Mekka czy Częstochowa) została stworzona przez Hillman Wonders:
- Wielka Piramida Cheopsa w Gizie
- Wielki Mur Chiński
- Tadż Mahal
- Park Narodowy Serengeti
- Galapagos
- Wielki Kanion
- Machu Picchu

### Cuda natury
Podobnie jak z innymi listami cudów nie istnieje żaden konsensus na temat listy siedmiu cudów natury świata, chociaż była toczona debata na temat jak wielka ta lista powinna być. Jedna z wielu list została skompletowana przez CNN:
- Wielki Kanion
- Wielka Rafa Koralowa
- Port w Rio de Janeiro
- Mount Everest
- Zorza polarna
- wulkan Paricutín
- Wodospady Wiktorii

Wybór nowej listy siedmiu cudów natury zorganizowała szwajcarska fundacja New7Wonders.

### Podwodne cuda
Pochodzenie Listy Podwodnych Cudów jest nieznane, tym niemniej lista powtarza się dość często w różnych opracowaniach:
- Palau
- Rafa Koralowa Belize
- Wielka Rafa Koralowa
- Deep-Sea Vents
- Wyspy Galapagos
- Jezioro Bajkał
- Północne Morze Czerwone

### Przemysłowe cuda
Brytyjska pisarka Deborah Cadbury napisała książkę „Siedem cudów świata przemysłowego”, w której opowiada o niezwykłych cudach inżynierii z XIX i XX wieku. W 2003 BBC wyprodukowała siedmioczęściowy film dokumentalny oparty na powyższej książce. W każdym jest zawarta opowieść o jednym z przemysłowych cudów. Oto one:
1. SS „Great Eastern”
2. Latarnia Bell Rock w Inchcape
3. Most Brookliński
4. Londyńska kanalizacja
5. Pierwsza Kolej Transkontynentalna
6. Kanał Panamski
7. Tama Hoovera

### Nowe Siedem Cudów
Od 2000 roku zostały wypromowane dwie listy „Nowych Siedmiu Cudów”.
W 2001 roku Szwajcarska organizacja NOWC zapoczątkowała inicjatywę wybrania Nowych Siedmiu Cudów Świata z ponad 200 istniejących monumentów. 21 finalistów zostało ogłoszonych 1 stycznia 2006.
W pierwszej fazie wybierano spośród 200 budowli, na które (według danych organizatora) głosy oddało ok. 20 milionów internautów. Spośród 77, które uplasowały się na najwyższych miejscach, jury w składzie 7 najlepszych architektów (Zaha Hadid, Tado Ando, Cesar Pelli i Harry Seidler pod kierownictwem ówczesnego Dyrektora Generalnego UNESCO Federico Mayor Zaragoza) wybrało 21 finalistów. Po protestach ze strony Egiptu, Minister Kultury Frouk Hosini i Zahi Hass ustalili, że wybór ten nie ma ani naukowego ani oficjalnego podłoża i określili go jako „eksces”. Piramidy z Gizy zostały usunięte z listy i ogłoszone jako „wieczny cud świata”. W trzeciej fazie od stycznia 2006 do czerwca 2007 można było oddawać głosy przez internet, telefon lub za pomocą SMS-a. Zgodnie ze słowami organizatora oddano 100 milionów głosów. 7 lipca 2007 w Lizbonie ogłoszono listę nowych siedmiu cudów świata:
- Wielki Mur Chiński
- Statua Chrystusa Zbawiciela w Rio de Janeiro
- Koloseum w Rzymie
- Tadż Mahal
- Petra
- Chichén Itzá
- Machu Picchu

Inicjatywa ta spotkała się z krytyką między innymi dlatego, że wzięcie udziału w głosowaniu było możliwe jedynie online lub telefonicznie. Każdy człowiek powinien mieć prawo wzięcia udział w głosowaniu, jednakże przeważająca większość nie posiada dostępu do tychże technologii. W odpowiedzi na to Weber ujawnił, że w przeciągu jednego tygodnia z Mali oddano w sumie więcej głosów niż z Niemiec. Podczas gdy ONZ uznało zgodność inicjatywy Webera z celami milenijnymi ONZ UNESCO zdystansowało się do tego tłumacząc, iż rozgrywa się przy tej okazji kampania mediów, która nie odpowiada ani kryteriom naukowym, ani nie służy ich zagłębianiu, w przeciwieństwie do przyjęcia monumentu do listy Światowego Dziedzictwa UNESCO.
W listopadzie 2006 amerykańska gazeta USA Today w połączeniu z amerykańskim telewizyjnym programem Good Morning America utworzyła listę Nowych Siedmiu Cudów wybranych przez ławę sześciu sędziów. Cuda były ogłaszane stopniowo, jedno na dzień na przestrzeni tygodnia jako specjalne wydarzenie w programie Good Morning America. Ósmy cud został wybrany 24 listopada z głosów oglądających.
| Cud                                             | Lokalizacja                | Data Ogłoszenia   |
| ----------------------------------------------- | -------------------------- | ----------------- |
| Pałac Potala                                    | Lhasa, Tybet               | 9 listopada 2006  |
| Stare Miasto w Jerozolimie                      | Jerozolima, Izrael         | 10 listopada 2006 |
| Polarne czapy lodowe                            | Islandia                   | 13 listopada 2006 |
| Hawaiian National Marine Monument               | Hawaje, USA                | 14 listopada 2006 |
| Internet                                        | Globalna Sieć              | 15 listopada 2006 |
| Piramidy Majów z Chichén Itzá                   | Jukatan, Meksyk            | 16 listopada 2006 |
| Park Narodowy Serengeti                         | Kenia i Tanzania, Afryka   | 17 listopada 2006 |
| Wielki Kanion (wybrany przez widzów „Ósmy Cud”) | Arizona, Stany Zjednoczone | 24 listopada 2006 |